# Le avventure di Ichabod e Mr. Toad
Le avventure di Ichabod e Mr. Toad (The Adventures of Ichabod and Mr. Toad) è un film d'animazione del 1949 diretto da Jack Kinney, Clyde Geronimi e James Algar e prodotto da Walt Disney Productions.
Il film è composto da due segmenti, basati rispettivamente sulle storie Il vento tra i salici e La leggenda di Sleepy Hollow. Il film venne distribuito da RKO Radio Pictures nelle sale americane il 5 ottobre 1949, ed è l'11º Classico Disney. È anche l'ultimo dei sei film collettivi prodotti dalla Disney negli anni quaranta, per via della mancanza di fondi dovuta alla guerra che non permise di realizzare film più costosi, fino a Le avventure di Winnie the Pooh del 1977, dopo Saludos Amigos, I tre caballeros, Musica maestro, Bongo e i tre avventurieri e Lo scrigno delle sette perle.
Le avventure di Ichabod e Mr. Toad è uno dei due Classici Disney (l'altro è il suddetto Le avventure di Winnie the Pooh) a non essere stati distribuiti nei cinema in Italia, ma solo in home video. Il film è uscito infatti direttamente in VHS e DVD il 1º marzo 2004.

## Trama
Il film è composto da due segmenti, entrambi basati su popolari opere letterarie.

### Il vento tra i salici
La storia di Taddeo Rospo, basata su Il vento tra i salici di Kenneth Grahame, narrata da Basil Rathbone nell'edizione originale e da Gino La Monica in quella italiana. In questa storia, il prodigo Taddeo Rospo è lo spensierato e ricco proprietario di Villa Rospo. Egli crede solo nel divertimento, nell'avventura e nei viaggi senza meta, ed ha accumulato numerosissimi debiti ignorando le responsabilità finanziarie a causa delle sue sempre nuove "manie", come correre incautamente per la campagna su un carro zingaro con il suo fedele cavallo Lancashire, Cirillo Belsedere, continuando a infliggere danni a proprietà pubbliche e private. 
Tasso McTass chiama i suoi amici, Topus Waterat e Talpino Sweetmellow, per cercare di farlo ragionare, ma Taddeo scopre presto le moderne auto a motore ed è determinato a ottenerne una con ogni mezzo necessario. Taddeo viene accusato di furto d'auto e arrestato: in tribunale, Cirillo racconta che l'amico ha barattato la proprietà di Villa Rospo con una vettura appartenente all'oste Strizzalocchio e a una banda di donnole suoi avventori, ma non viene creduto; Taddeo chiama Strizzalocchio a testimoniare e l'oste dice che Taddeo avrebbe tentato di vendergli un’auto rubata, al che il giudice condanna il rospo a vent'anni di carcere in regime d’isolamento. 
La vigilia di Natale, Cirillo visita Taddeo in prigione sotto mentite spoglie e lo aiuta a fuggire; la sua evasione fa scattare un’imponente caccia all’uomo da cui il rospo riesce fortunosamente a salvarsi per rifugiarsi da Topus e Talpino, proprio mentre stanno per iniziare la cena della Vigilia. I tre vengono poi raggiunti da McTass, che trafelato li informa che Strizzalocchio e le donnole dell’automobile hanno preso il controllo di Villa Rospo; ne consegue che Taddeo è sempre stato innocente fin dall'inizio e che le donnole sono sempre state complici dell’infido oste. 
Con l'aiuto dei suoi amici, Taddeo riscatta il suo buon nome recuperando il contratto dalle mani dei malviventi, non senza affrontare mirabolanti peripezie. Toccato dalla lealtà e dalla gentilezza dei suoi amici, il rospo promette di mettere giudizio, ma quando Topus, Talpino e McTass fanno un brindisi al nuovo Taddeo durante la festa di Capodanno alla Villa, li sciocca sfrecciando pericolosamente su di un biplano del 1908 insieme a Cirillo.

### La leggenda della valle addormentata
La storia di Ichabod Crane e del cavaliere senza testa, basata su La leggenda di Sleepy Hollow di Washington Irving, narrata da Bing Crosby nell'edizione originale e da Sergio Tedesco in quella italiana. L'alto e dinoccolato Ichabod Crane è il nuovo maestro di scuola nella Valle Addormentata. Il suo aspetto fisico peculiare, nonché il suo comportamento bizzarro ed eccentrico, lo rendono oggetto di irriverenti pettegolezzi da parte dei paesani e bersaglio degli scherzi del chiassoso e robusto bullo della città, Brom Bones, da cui tuttavia riesce sempre in qualche modo a cavarsela. Nonostante il suo buffo aspetto, tuttavia, Ichabod suscita un fascino irresistibile per le donne della comunità, cosa che il furbo maestro spesso sfrutta a proprio favore per scroccare manicaretti o pasti gratis. Un giorno, Ichabod si imbatte nella bella del paese, Katrina Van Tassel, la giovane figlia di Baltus Van Tassel, il più ricco agricoltore della zona. Ella è molto civettona, ma astuta, e vede Ichabod come un'opportunità per rompere la monotonia con Brom, che spaventa ogni altro potenziale pretendente per la sua mano. Ichabod, oltre ad essere infatuato dalla bellezza e dalla grazia di Katrina, ha anche messo voracemente gli occhi sulla ricchezza dei Van Tassel, che gli permetterebbe di elevare il proprio status sociale ed economico. Dopo una serie di tentativi comicamente falliti da parte di Brom per contrastare Ichabod, si arriva alla festa di Halloween in casa Van Tassel, a cui tutti gli abitanti sono invitati: in quell’occasione, il bellimbusto scopre che il punto debole dell'insegnante risiede nella sua estrema superstizione e nella sua credenza a storie sul soprannaturale. Brom inizia così a raccontare con una canzone la storia del Cavaliere Senza Testa per spaventare con successo il maestro. Quella notte, il solitario ritorno a casa di Crane attraverso la selva della Valle Addormentata prende una piega raccapricciante quando, con la sua risata malefica, appare il Cavaliere Senza Testa in sella al suo cavallo nero. Egli insegue Ichabod cercando di decapitarlo, ma sembra arrestarsi quando l'insegnante attraversa un ponte vicino al cimitero locale, che secondo la leggenda è il luogo oltre cui il cavaliere non può andare; l’illusione della salvezza però dura ben poco, dato che il fantasma riesce a lanciare contro Ichabod la sua testa mozzata (la quale è un Jack-o'-lantern infuocato) attraverso il ponte, colpendolo in pieno. La mattina dopo, gli unici elementi rinvenuti presso il ponte sono il cappello dell'insegnante e i resti sfracellati di una zucca, ma del maestro di scuola non vi è traccia.
La vicenda si conclude mostrando allo spettatore i destini dei protagonisti: Brom riesce infine a sposare Katrina, mentre si vocifera che, a seguito dell’incontro col Cavaliere Senza Testa, Ichabod sia fuggito dalla Valle, si sia coniugato con una ricca vedova in una regione lontana, e abbia avuto molti figli a lui somiglianti. La gente della Valle Addormentata, però, nega tale ipotesi, credendo fermamente che il povero maestro di scuola sia stato fatto sparire in quella fatidica notte di Halloween dal demoniaco Cavaliere Senza Testa.

### Epilogo
Il film si conclude con l'ultima immagine del Cavaliere senza testa che ride malignamente trionfante in sella al suo cavallo, per poi diventare una figura del libro che si chiude e ritorna nello scaffale, mentre la telecamera si allontana dagli scaffali della biblioteca ed esce fuori mostrando le luci che si spengono all'improvviso. Il narratore, spaventato da questi effetti, conclude dicendo: "Oh, sarà meglio andarsene".

## Personaggi
- Taddeo Rospo (J. Thaddeus Toad): protagonista de Il vento tra i salici, è un rospo antropomorfo carismatico e spensierato. Molto eccentrico, è un grande avventuriero sempre vittima delle sue manie e stravaganze, che possono cambiare da un momento all'altro. È molto ricco e possiede una bellissima villa chiamata Villa Rospo, di cui tutta la comunità è orgogliosa.
- Tasso McTass (Angus MacBadger): un tasso antropomorfo, è il primo amico di Taddeo Rospo. Si occupa delle finanze di Taddeo, ma deve sempre fare i conti con i suoi debiti e le sue stravaganze. Per farlo rinsavire chiama Topus e Talpino, ma invano. Alla fine aiuta Taddeo a riconquistare la sua villa e la libertà.
- Topus Waterat (Ratty): un ratto d'acqua antropomorfo serio e autoritario, è il secondo amico di Taddeo Rospo. Ama prendere il tè insieme a Talpino. Viene chiamato da Tasso per far mettere la testa a posto a Taddeo, ma invano. Alla fine aiuta Taddeo a riconquistare Villa Rospo e la libertà.
- Talpino Sweetmellow (Moley): una talpa maschio antropomorfa dolce e tranquilla, è il terzo e ultimo amico di Taddeo Rospo. Ama prendere il tè insieme a Topus. Viene chiamato da Tasso per far mettere la testa a posto a Taddeo, ma invano. Alla fine aiuta Taddeo a riconquistare Villa Rospo e la libertà.
- Cirillo Belsedere (Cyril Proudbottom): il fedele cavallo Lancashire di Taddeo Rospo, suo compagno in tutte le sue avventure, nonché unico personaggio animale non antropomorfo (non indossa abiti, tranne un cappello e il travestimento da anziana signora, in compenso parla e cammina anche bipede). Testimonia a suo favore al processo, ma viene contraddetto da Strizzalocchio. In seguito aiuta Taddeo ad evadere dalla prigione.
- Strizzalocchio (Mr. Winkie): antagonista principale de Il vento tra i salici, è un barista basso e baffuto che la comunità ha preso come esempio di onestà. In realtà è un criminale, capo di una banda di donnole. Dopo aver truffato e fatto arrestare Taddeo Rospo prende il controllo di Villa Rospo, ma alla fine riceve la giusta punizione venendo arrestato.
- Ichabod Crane: protagonista de La leggenda della valle addormentata, è il maestro di scuola della valle addormentata. Alto e dinoccolato, a causa del suo strano comportamento diviene la vittima delle burle del bullo Brom Bones, che però riesce sempre a rendere ridicolo. Inoltre, nonostante il suo aspetto allampanato, dimostra di essere un vero donnaiolo, affascinando tutte le belle dame del paese.
- Brom Bones: il bullo della valle addormentata, capo di una banda di ragazzi. È forte e muscoloso, e nonostante i suoi scherzi è l'eroe di tutto il paese. Lui e la sua banda prendono subito di mira Ichabod Crane, ma i loro scherzi non vanno mai a segno. Riesce però a spaventarlo con la storia del Cavaliere Senza testa. Alla fine del film sposa la bella Katrina Van Tassel, a seguito della sparizione di Ichabod.
- Katrina Van Tassel: la ragazza più bella della valle addormentata, figlia del ricco contadino Baltus Van Tassel. Sebbene sembri essere la fidanzata di Brom Bones, è una vera civetta e non disdegna le attenzioni di altri pretendenti, compreso Ichabod Crane. In seguito alla sparizione di quest'ultimo, comunque, sposa Brom.
- Baltus Van Tassel: padre di Katrina, è un contadino appassionato di pipa e noto a tutti per la sua ricchezza. Alla fine del film dà la figlia in sposa a Brom Bones dopo la scomparsa di Ichabod.
- Tilda: una delle alunne di Ichabod che, come tutte le altre donne, ha una simpatia per quest'ultimo. Nel film durante la scena del ballo Brom Bones la sfrutterà per farla ballare con Ichabod e avere così Katrina tutta per lui ma il suo piano fallisce poiché la ragazza gli si attacca addosso ridendo senza sosta. Alla fine, tuttavia, ascolta la sua storia riguardante il Cavaliere Senza Testa.
- Il Cavaliere Senza Testa (Headless Horseman): antagonista principale de La leggenda della valle addormentata, è lo spirito di un malvagio cavaliere che perse la sua testa e da allora vaga nelle notti buie alla sua ricerca, in groppa al suo spaventoso cavallo nero, portando in mano una zucca infuocata, usandola per attaccare Ichabod alla fine del film.

## Produzione
Nel 1938, poco dopo l'uscita di Biancaneve e i sette nani, James Bodrero e Campbell Grant proposero a Walt Disney l'idea di fare un film sul libro per bambini di Kenneth Grahame Il vento tra i salici, del 1908. Bodrero e Grant sentivano che Il vento tra i salici, con i suoi animali antropomorfizzati, non poteva che essere prodotto utilizzando l'animazione. Disney era scettico e sentiva che sarebbe stato banale, tuttavia acquisì i diritti nel giugno dello stesso anno. Il vento tra i salici venne pensato per essere un singolo lungometraggio narrativo.
All'inizio del 1941 uno script di base era stato completato, insieme a una canzone scritta dal compianto Frank Churchill e intitolata We're Merrily On Our Way. Anche se era stato destinato ad essere un film a basso costo (molto simile a Dumbo), Disney assunse molti animatori del prestigioso Bambi (che era quasi completo) e la produzione iniziò nel maggio di quell'anno. Entro sei mesi, 33 minuti di film erano stati animati. Tuttavia la capacità dello studio nella produzione di lungometraggi era stata drasticamente ridotta, poiché la seconda guerra mondiale aveva richiamato molti dei suoi animatori nell'esercito e aveva tagliato la distribuzione sul mercato estero. Così, nel mese di ottobre 1941, Disney mise la produzione de Il vento tra i salici in attesa.
Poi, nel dicembre 1941, gli Stati Uniti vennero coinvolti nella guerra dopo l'attacco di Pearl Harbor. Il governo degli Stati Uniti chiese poi allo studio Disney la produzione di diversi film di propaganda per contribuire a sostenere il raduno per lo sforzo bellico. Durante questo tempo, molti dei film prodotti dalla Disney erano i cosiddetti "film collettivi". Cominciando con Saludos Amigos nel 1942, Disney cessò di produrre film con una narrazione unica a causa dei loro costi elevati e della perdita di risorse dello studio causata dalla guerra.
Walt Disney e i suoi artisti ritenevano che l'animazione degli animali antropomorfizzati ne Il vento tra i salici fosse molto al di sotto degli standard di un Classico Disney. Decisero poi che Il vento tra i salici sarebbe stato meglio come parte di un film collettivo.
Walt Disney ricominciò la produzione nel 1945. Molte scene de Il vento tra i salici, come Taddeo che acquista diverse auto, Topus e Talpino che visitano McTass in un sanatorio, Taddeo impegnato in una elaborata fuga dalla sua camera da letto e nell'ingannare una lavandaia per fuggire dalla prigione, non erano ancora state animate. Pertanto, per condensare la storia per il film collettivo, Disney tagliò queste scene e completò l'animazione rimanente.
Sotto il titolo Three Fabulous Characters cercarono di unirlo a Topolino e il fagiolo magico e The Gremlins. Tuttavia, dopo che The Gremlins non si concretizzò, il titolo venne cambiato in Two Fabulous Characters. Poi Topolino e il fagiolo magico venne tagliato da Two Fabulous Characters e accoppiato con Bongo sotto il titolo Bongo e i tre avventurieri, che venne infine distribuito nel 1947.
Nel frattempo, nel dicembre 1946, la Disney aveva iniziato la produzione di un nuovo film d'animazione, un adattamento di La leggenda di Sleepy Hollow di Washington Irving. Tuttavia, i realizzatori trovavano che La leggenda della valle addormentata non fosse abbastanza lungo per essere un lungometraggio e fosse più adatto come un film collettivo.
Inoltre, nel 1947, Walt Disney decise di abbinare Il vento tra i salici a La leggenda della valle addormentata con il nuovo titolo Le avventure di Ichabod e Mr. Toad. Le note celebrità Basil Rathbone e Bing Crosby vennero scelte come narratori, al fine di fornire un richiamo di massa del pubblico.
Infine, Le avventure di Ichabod e Mr. Toad fu l'ultimo dei "film collettivi", e la Disney tornò ai lungometraggi singoli nel 1950 con Cenerentola, e Disney avrebbe continuato la produzione di cortometraggi indipendenti su base regolare fino alla metà degli anni cinquanta.

## Distribuzione

### Data di uscita
Le date di uscita internazionali sono state:
- 5 ottobre 1949 negli USA
- 25 agosto 1950 in Australia
- 10 ottobre 1951 in Messico (La leyenda de Sleepy Hollow y el Señor Sapo)
- 30 giugno 1953 in Portogallo (As Aventuras do Sr. Sapo)

### Edizione italiana
Il film non è mai uscito nelle sale italiane, in quanto i due segmenti furono inizialmente distribuiti separatamente. Per la distribuzione del film, avvenuta direttamente in home video nel 2004, Il vento tra i salici venne completamente ridoppiato, poiché prima di allora era sempre stato visto in una versione ridotta, priva di molte sequenze e di tutti i numeri musicali. La leggenda della valle addormentata conservò invece il proprio doppiaggio storico, eseguito nel 1967 per un episodio della serie TV Disneyland trasmesso sul Secondo Programma Rai il 6 gennaio 1968.

#### Titolo
Nonostante tutti i nomi dei personaggi de Il vento tra i salici siano stati tradotti, nel titolo Taddeo Rospo viene chiamato con il nome originale Mr. Toad, forse per ragioni grafiche.

#### Doppiaggio
Il doppiaggio de Il vento tra i salici è stato eseguito nel 2003 dalla Royfilm e diretto da Leslie La Penna, con i dialoghi di Elisa Galletta basati su quelli del primo doppiaggio. Quello de La leggenda della valle addormentata è stato invece eseguito nel 1967 dalla CDC e curato da Roberto De Leonardis. In entrambi i segmenti, a distanza di quasi quarant'anni, è presente nel cast Sergio Tedesco (ne Il vento tra i salici come Tasso McTass, in La leggenda della Valle Addormentata come narratore).

### Edizioni home video

#### VHS
La leggenda della valle addormentata fu distribuito per la prima volta in VHS nel giugno 1985 all'interno della raccolta Paperino e i racconti misteriosi. Il vento tra i salici fece il suo debutto direttamente in VHS nel settembre 1987 nella raccolta Da "Fantasia" L'apprendista stregone e altre storie inedite, con un doppiaggio eseguito dal Gruppo Trenta. Ambedue i segmenti uscirono come singoli episodi in una serie di VHS denominata "I miniclassici", che comprendeva anche altri mediometraggi Disney degli anni '40. Il vento tra i salici uscì, con il primo doppiaggio del 1987, nel marzo 1992; La leggenda della Valle Addormentata nel febbraio 1993.
L'unica edizione VHS del film intero uscì in Italia nel novembre 2003.

#### DVD
La prima edizione DVD uscì il 1º marzo 2004. Il 4 novembre 2015 torna ad essere disponibile all'interno della raccolta Disney: I Classici. L'episodio La leggenda della valle addormentata fu anche inserito nel 1° della collana Le fiabe uscito nel febbraio 2003.

## Accoglienza

### Critica
Il film ha ricevuto recensioni positive, ottenendo il 92% di opinioni positive tra i critici su Rotten Tomatoes. Il segmento La leggenda della valle addormentata è stato particolarmente elogiato per essere spaventoso ma a misura di bambini e famiglie. Il film ha guadagnato un grande fanbase, per lo più persone che sono cresciute negli anni ottanta e novanta, ovvero quando il lungometraggio veniva trasmesso in televisione durante i mesi autunnali. M. Faust di Common Sense Media gli ha dato cinque stelle su cinque, scrivendo: "Due storie classiche raccontate nel miglior stile Disney".
Al Golden Globe 1950 il film ha ricevuto il premio per la migliore fotografia a colori.

## Riconoscimenti
- 1950 - Golden Globe
  - Miglior fotografia a colore[15]

## Altri media

### Parchi a tema
A Disneyland è presente l'attrazione "Mr. Toad's Wild Ride" (lett. "La folle corsa di Mr. Toad"), che presenta tutti i personaggi di Il vento tra i salici.